# شن جیان
شن جیان (انگلیسی: Shen Jian؛ زادهٔ ۱۴ مهٔ ۱۹۷۵) ژیمناست هنری اهل چین بود.